# جريج بريك
جريج بريك هو ممثل كندي، ولد في 1972 بوينيبيغ في كندا.

## أعمال

### أفلام
- (2007) إطلاق النار[3]
- (2008) سو 5
- (2008) هولك الخارق[4][5][6][7]
- (2010) سو ثري دي[8][9]
- (2011) المخلدون[10][11]
- (2019) أد أسترا

### مسلسلات
- حدود

## وصلات خارجية
- جريج بريك على موقع IMDb (الإنجليزية)
- جريج بريك على موقع ألو سيني (الفرنسية)
- جريج بريك على موقع أول موفي (الإنجليزية)
- جريج بريك على موقع قاعدة بيانات الأفلام السويدية (السويدية)
- جريج بريك على موقع إن إن دي بي (الإنجليزية)
- جريج بريك على موقع قاعدة بيانات الفيلم (الإنجليزية)
- جريج بريك على موقع كينوبويسك (الروسية)